# Львівський муніципальний мистецький центр
Львівський муніципальний мистецький центр — мистецький центр із галереєю у Львові, відкритий 2020 року. Є першою міською інституцією, створеною на кошти з міського бюджету та націленою на втілення проєктів у сфері сучасного мистецтва. За словами засновників центру, його місія — «підтримувати й популяризувати сучасне мистецтво, дизайн, інноваційні естетичні практики й культурологічні дослідження через спілкування та співпрацю у відкритому багатофункціональному просторі».

## Історія

### Мітинг на захист розвитку культури
Історія центру почалася в листопаді 2018 року, коли відбувся нечисельний мітинг представниками творчого середовища на захист розвитку культури у Львові. Йому передували перепродаж некомерційної галереї «Дзиґа», закриття скульптурної майстерні у Стрийському парку та закриття більшості майданчиків для невеликих концертів.
Під час мітингу активісти, одягнені в чорне, поставили надгробну плиту із написом «Львів — культурна столиця» на вулиці Вірменській біля «Дзиґи» та поставили під Ратушею велику фанеру з маніфестом, написаним Богданом Шумиловичем:
|                                                        | Львівські артисти запрошують місто до діалогу! Львів залишився без мистецького центру. У Львові нема де розвиватися культурі! У художників відбирають майстерні, закриваються галереї, місця для концертів, встановлюються потворні пам’ятники! Хочемо привернути увагу громади, бізнесу та влади на проблему культурної деградації суспільства, у якій ми опинилися. Закриття творчих осередків, зневага до мистецьких інституцій, корупція з майновим фондом спілку художників України з боку держави призведе до маргіналізації та занепаду мистецтва. Львів з культурної столиці вже перетворюється на рагульську вареничну з невиразною сучасною архітектурою та кічовими монументами. Творча спільнота як ніколи потребує підтримки з боку міста та розуміння від приватного бізнесу. Нам необхідне місце для творення актуальної культури! |
| — Товариство людей мистецтва імені Святого Яна з Дуклі | |

Серед учасників акції були артменеджерка Ляна Мицько, викладач Львівської академії мистецтв Олег Сусленко, художники Олексій Якунін, Анатолій Татаренко, скульптор Олексій Коношенко та інші.

### Заснування та відкриття центру
Міські чиновники звернули увагу на протест та розпочали діалог та пошук приміщення для майбутнього простору. Врешті обрали будівлю за адресою вулиця Стефаника, 11 — неоготичну кам’яницю Леона Сапіги, збудовану у середині 70-х років XIX століття за проєктом львівського архітектора Адольфа Куна. Раніше у приміщені розміщувалися редакції газет, товариства, майстерні та книгарня закладу Оссолінських із читальнею, проте останні 20 років воно простоювало та було занедбане.
Робота над створенням центру почалася в листопаді 2019 року. Інвестиція міста склала 8,7 млн. Над проєктом працювали його ініціатори, експертна група, департамент розвитку Львівської міської ради, архітектори та підрядники. У будівлі відреставрували фасад, відремонтували дах, облаштували внутрішній дворик. При цьому залишили автентичний розпис на стінах, дерев’яний дверний портал та цеглини. На одній зі стін збереглася плитка Івана Левинського. Артцентр відкрили 19 жовтня 2020 року.
За перші два роки роботи простору в ньому організували близько 650 подій мистецького, освітнього та соціального характеру. Артцентр співпрацює із Довженко-Центром (Київ), Гарелеєю Неотодрешь (Лисичанськ), Платформа ТЮ (Маріуполь), Локальна Історія (Львів), Тлум-і-Крам, UAID Foundation, ДІ(Я)ТИ, Musicians Defends Ukraine, Харківська Школа Архітектури, Харківський літературний музей, ГО «Харківське жіноче об‘єднання «Сфера», Sneaker Mate, Save Pets of Ukraine, ГО "dveryki", Управління спорту ЛМР, PinchukArtCentre та його дослідницькою платформою, Vitsche (Німеччина), Artists4Ukraine (Ісландія), Folkowisko (Польща), Goethe-Institut та іншими організаціями з України та з-за кордону.

### Вторгнення Росії в Україну (2022)
У перші тижні після вторгнення Росії в Україну 2022 року артцентр приймав вимушених переселенців, їм надавалася психологічна підтримка. Волонтери допомагали переселенцям з їжею, інформацією, поселенням і переїздами. У центрі представляли свої роботи митці, що вимушені були покинути свої рідні міста через війну. У березні 2022 відновили роботу виставкові стіни Муніципального мистецького центру. На них було представлено роботи-реакції на війну Kinder Album та Влади Ралко. У квітні 2022 року одна з виставок була присвячена Маріуполю, її авторка — Діана Берг.
У квітні 2022 року роботу установи у тилу війни зафільмував американський режисер Девід Гутнік. Документальний фільм «Правило двох стін» (2023)  висвітлює роль культурного та духовного спротиву в часи потрясінь. Зокрема, у фільмі покажуть засновницю Львівського муніципального Мистецького центру та культурної агенції «Лінія втечі» Ляну Мицько. Наколо діяльності Муніципального мистецького центру обрано героїв фільму. Прем'єра фільму «Правило двох стін» відбудеться на кінофестивалі «Трайбека» 2023 у Нью-Йорку.

## Опис
Мистецький центр має галерею із виставковою площею 100 кв. метрів, що складає третину приміщення, медіатеку, лекторій, книгарню, кав'ярню та художню майстерню. Виставкові зали оформлені у концепції «білий куб»: стіни пофарбовані у білий колір, а простий інтер’єр не заважає сприймати об’єкти мистецтва. Увесь простір центру безбар’єрний та інклюзивний: на вході з двору облаштований пандус із безпечним кутом нахилу, потенційно травматичні кути приміщення позначені контрастними кольорами, на приймальні є карта для незрячих людей, санвузол і пеленальна кімната теж інклюзивні.
Авторка архітектурного проєкту — Христя Бадзян, співзасновниця архітектурного бюро Replus. Засновницею та директоркою центру стала Ляна Мицько, кураторами та експозиціонерами — Павло Ковач, художник й учасник «Відкритої групи», та Олег Сусленко, викладач Кафедри графічного дизайну Львівської академії мистецтв. Завідувач Кафедри графічного дизайну академії мистецтв Петро Нагірний розробив для артцентру шрифт, знятий із написів, знайдених на львівських кам’яницях.

### Створення корпусу для резиденцій
Новий корпус Муніципального мистецького центру, відремонтований спільно з ГО Культурна агенція “Лінія Втечі”, став місцем для резиденції, зустрічей та арт-терапії. Ремонт корпусу Муніципального мистецького центру у занедбаних приміщеннях будинку на вул. Стефаника, 11 відбувався з травня по листопад 2022 переважно за кошт партнерів. Тут вдалося виявити та законсервували стінописи кінця ХІХ – початку ХХ століття, провести електрику, воду та опалення та здійснити реставраційні столярні роботи. У цьому корпусі Муніципального мистецького центру вже провели першу резиденцію для релокованих худождників зі східних областей України та місяць навчали шовкотрафаретному друку.

## Керівництво
- Директорка: Ляна Мицько
- Куратори та експозиціонери: Павло Ковач та Олег Сусленко
- Наглядова рада: Ляна Мицько, Павло Ковач, Олег Сусленко, представники департаменту розвитку ЛМР, Василь Косів, Богдан Шумилович, Павло Гудімов, Наталія Бунда[21][2], Анастасія Нечипоренко[22]

## Галерея

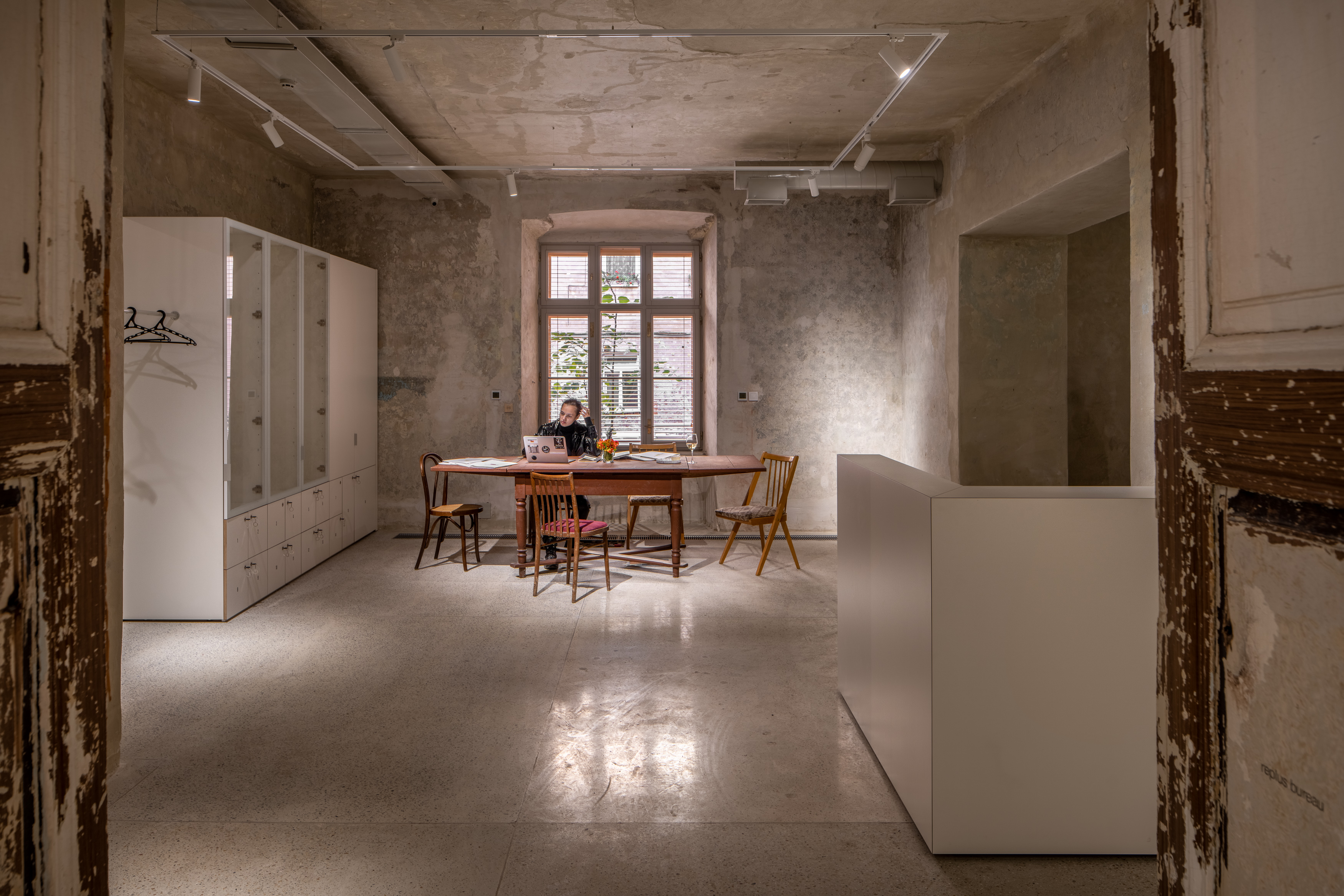
Робоча зона для працівників центру
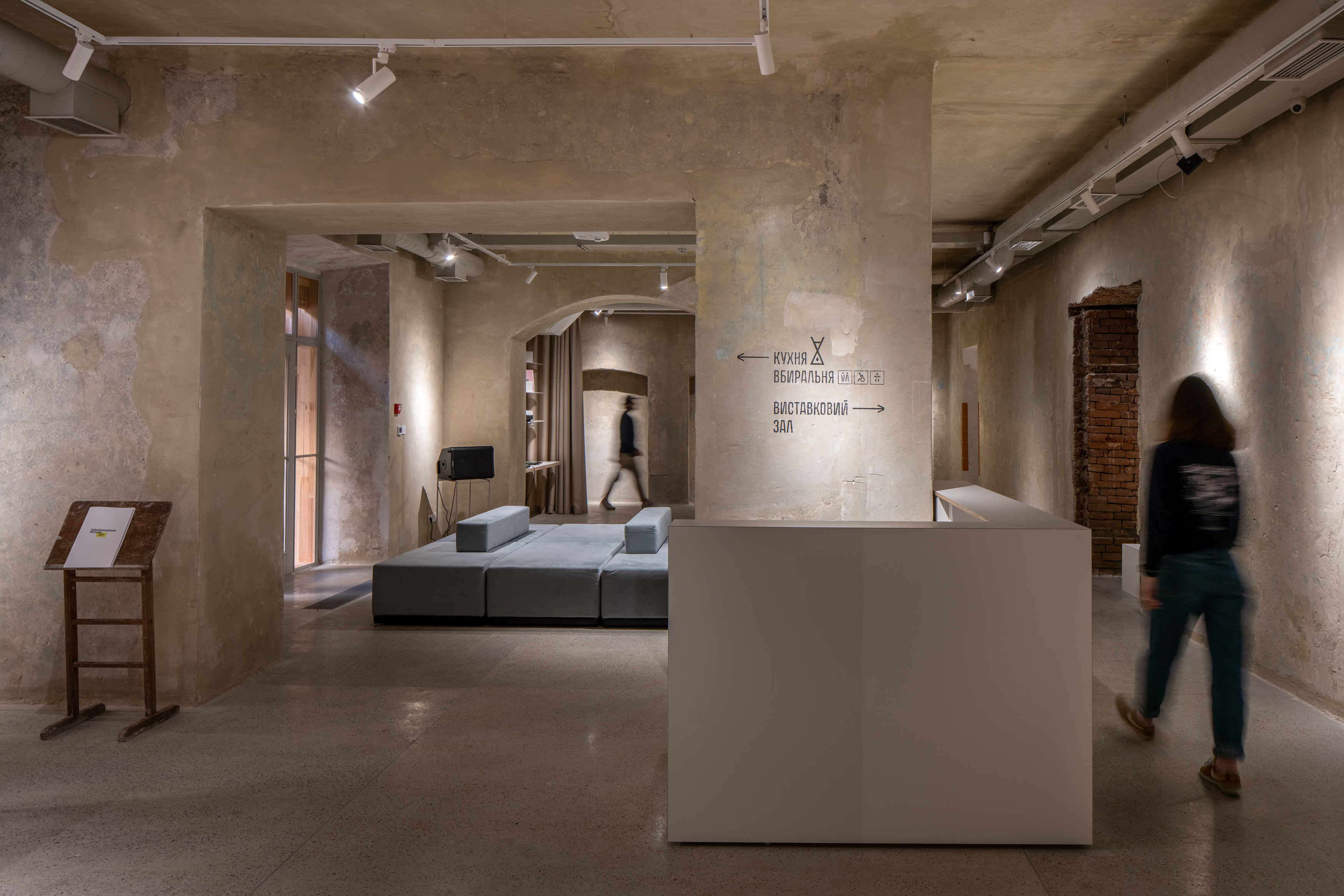
Рецепція та лекторій
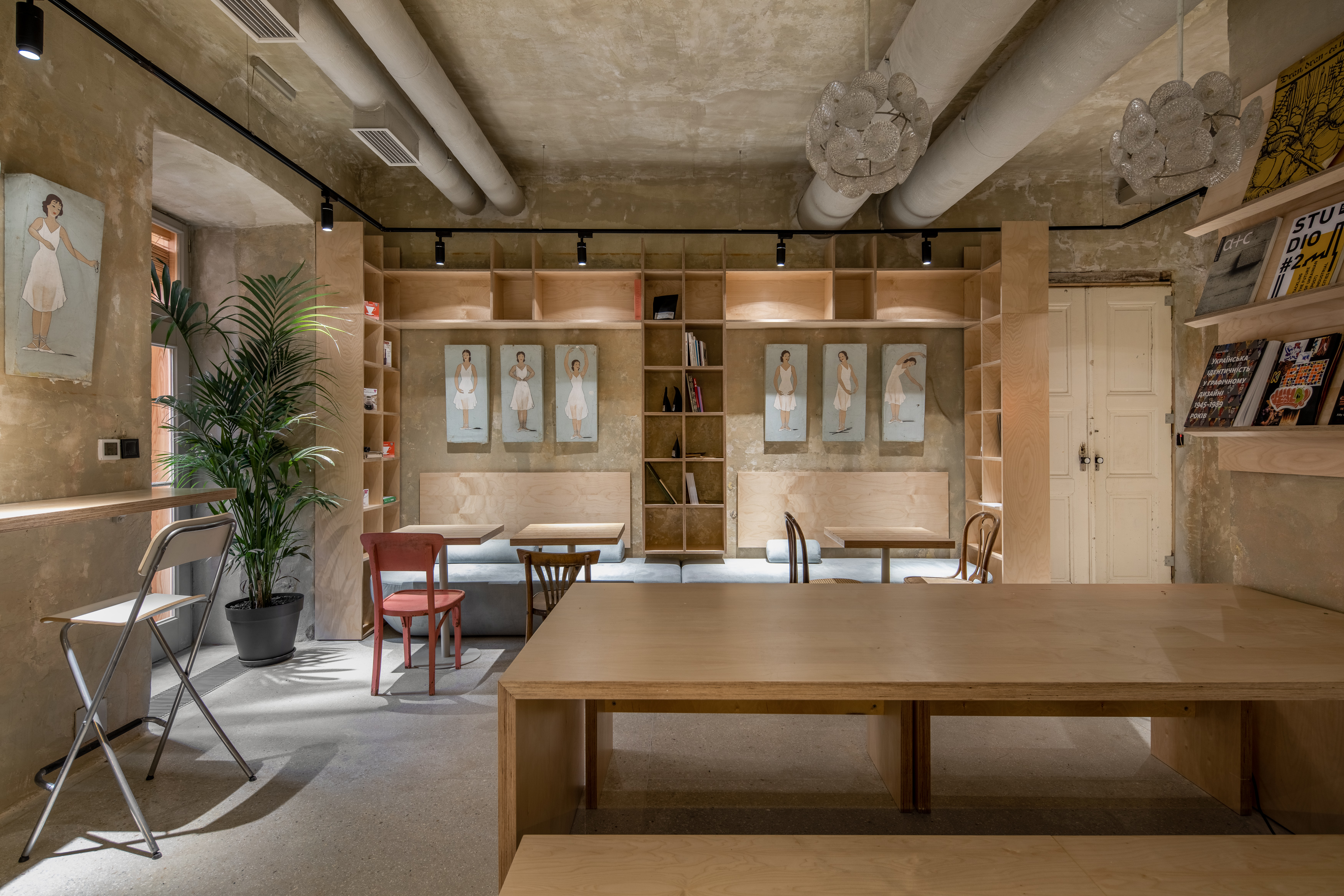
Кухня та бібліотека
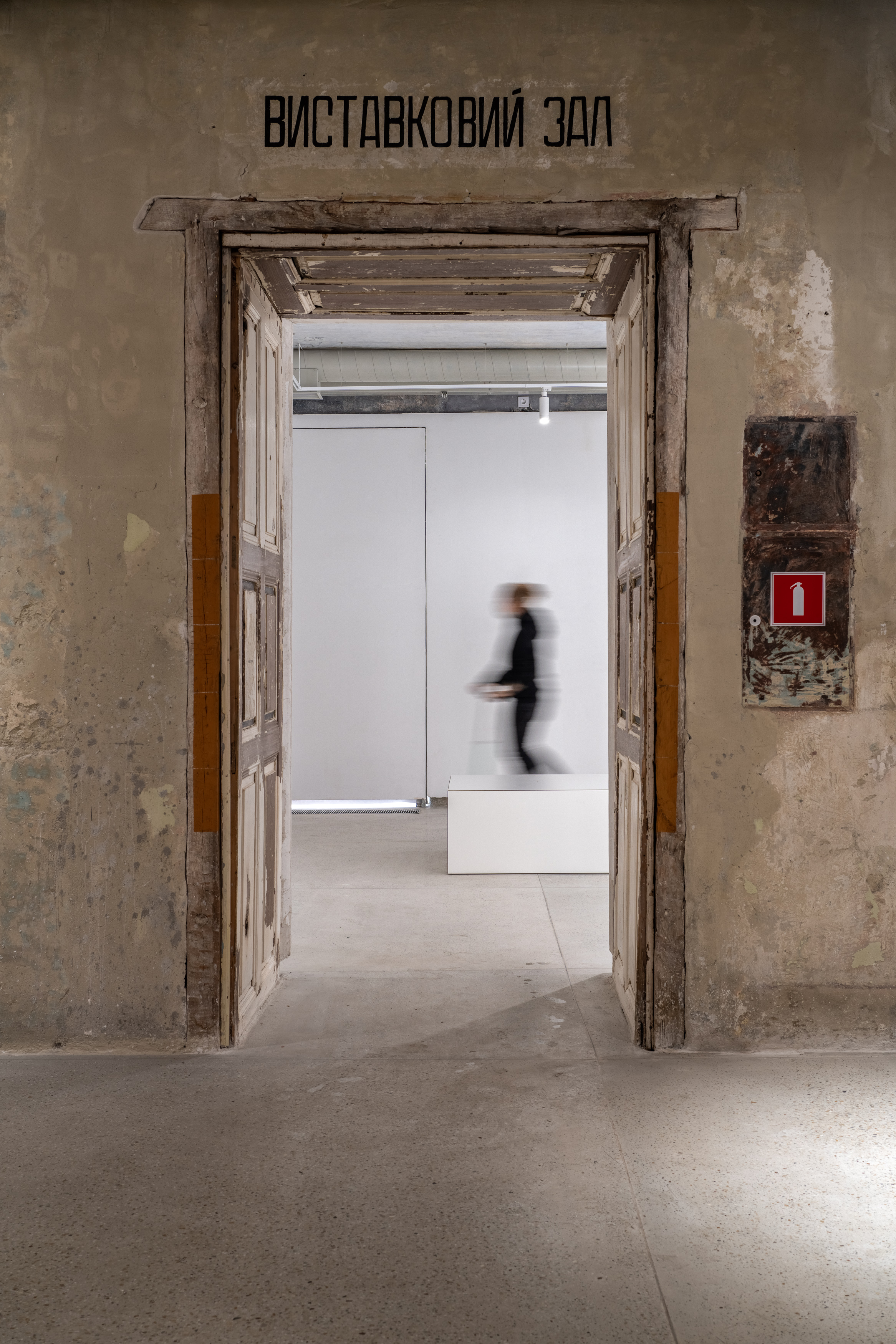
Вхід у виставковий зал
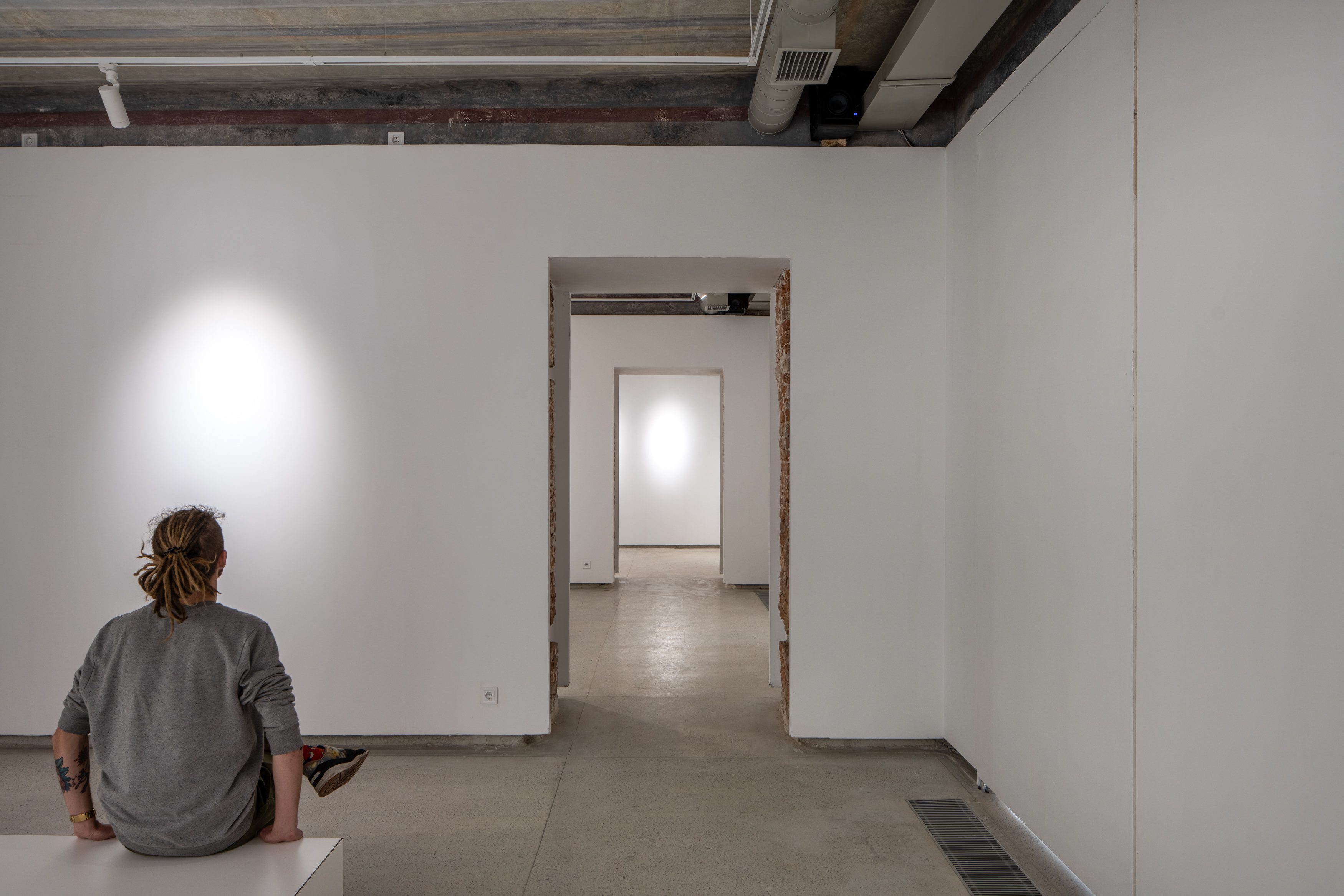
Виставковий зал
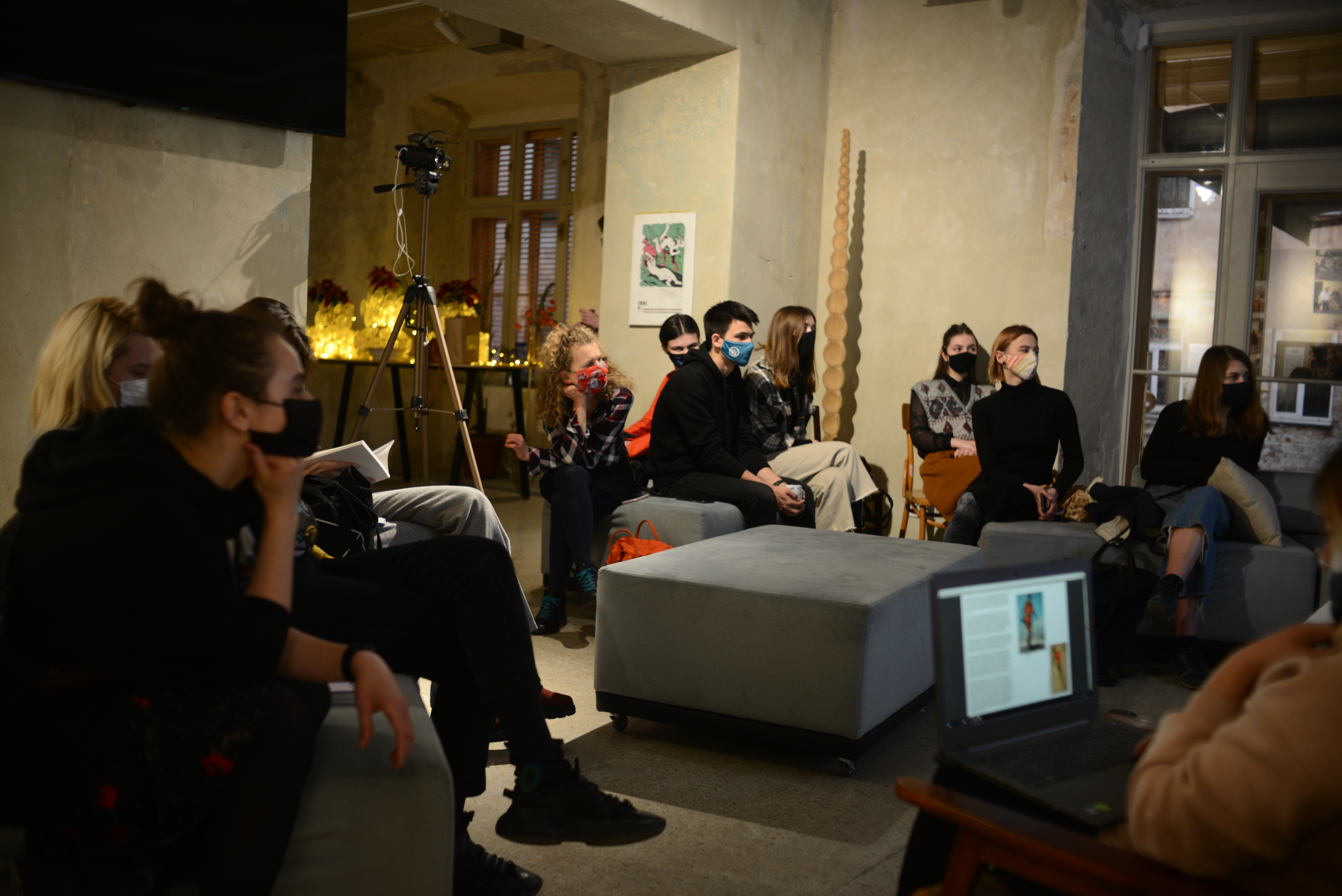
Відвідувачі на лекції
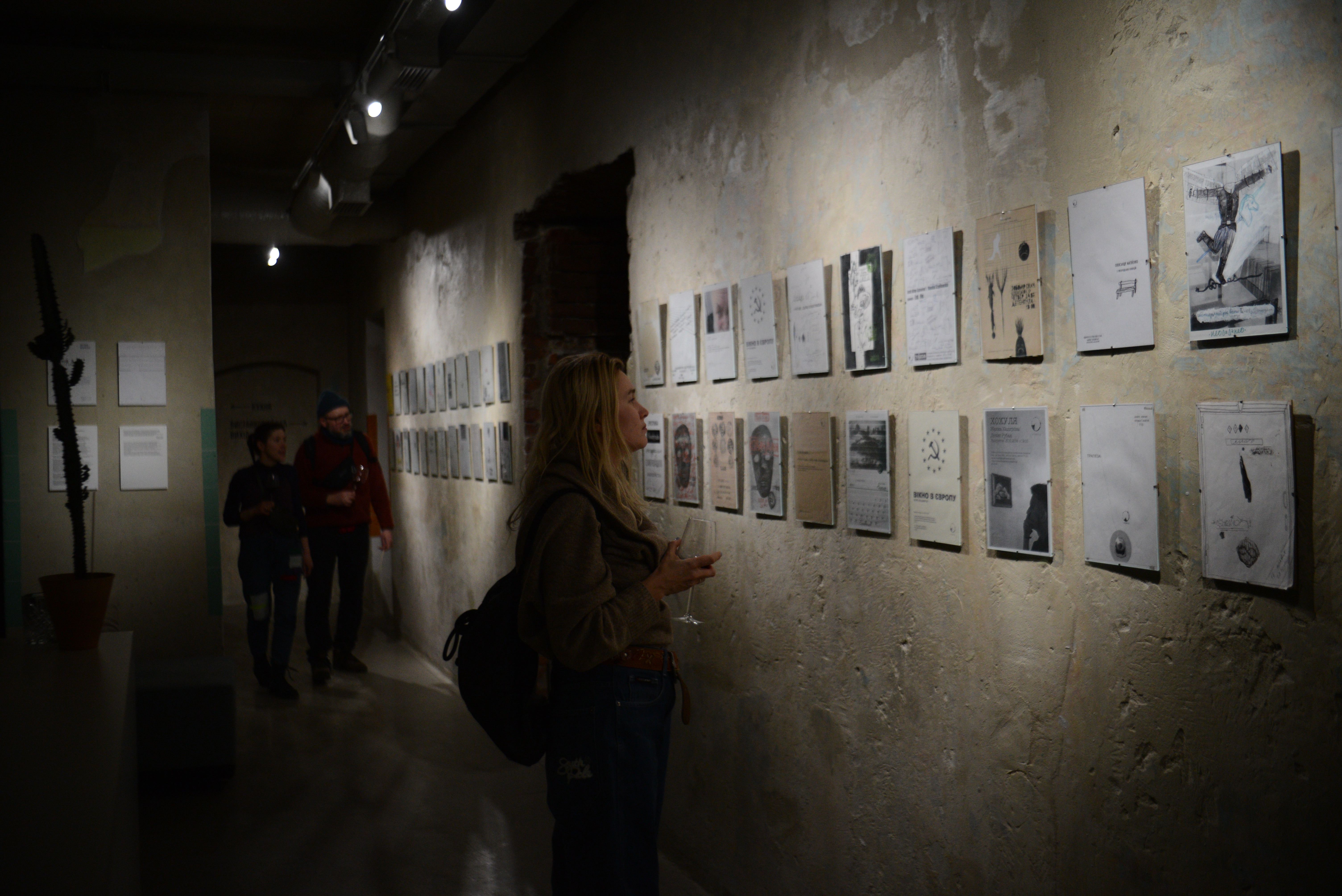
Виставка плакатів до 10-річчя галереї Detenpyla
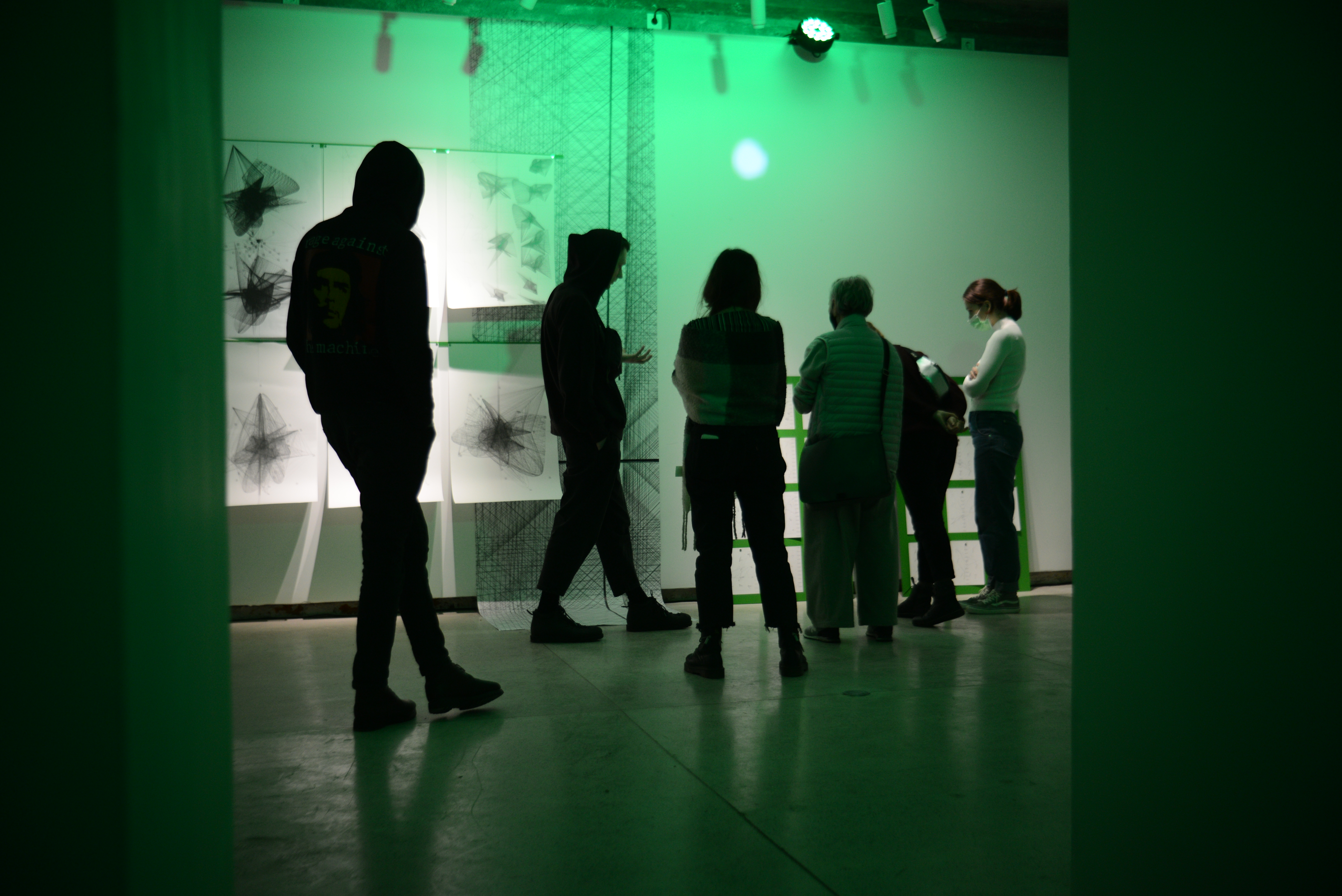
Виставка Івана Світличного у галереї
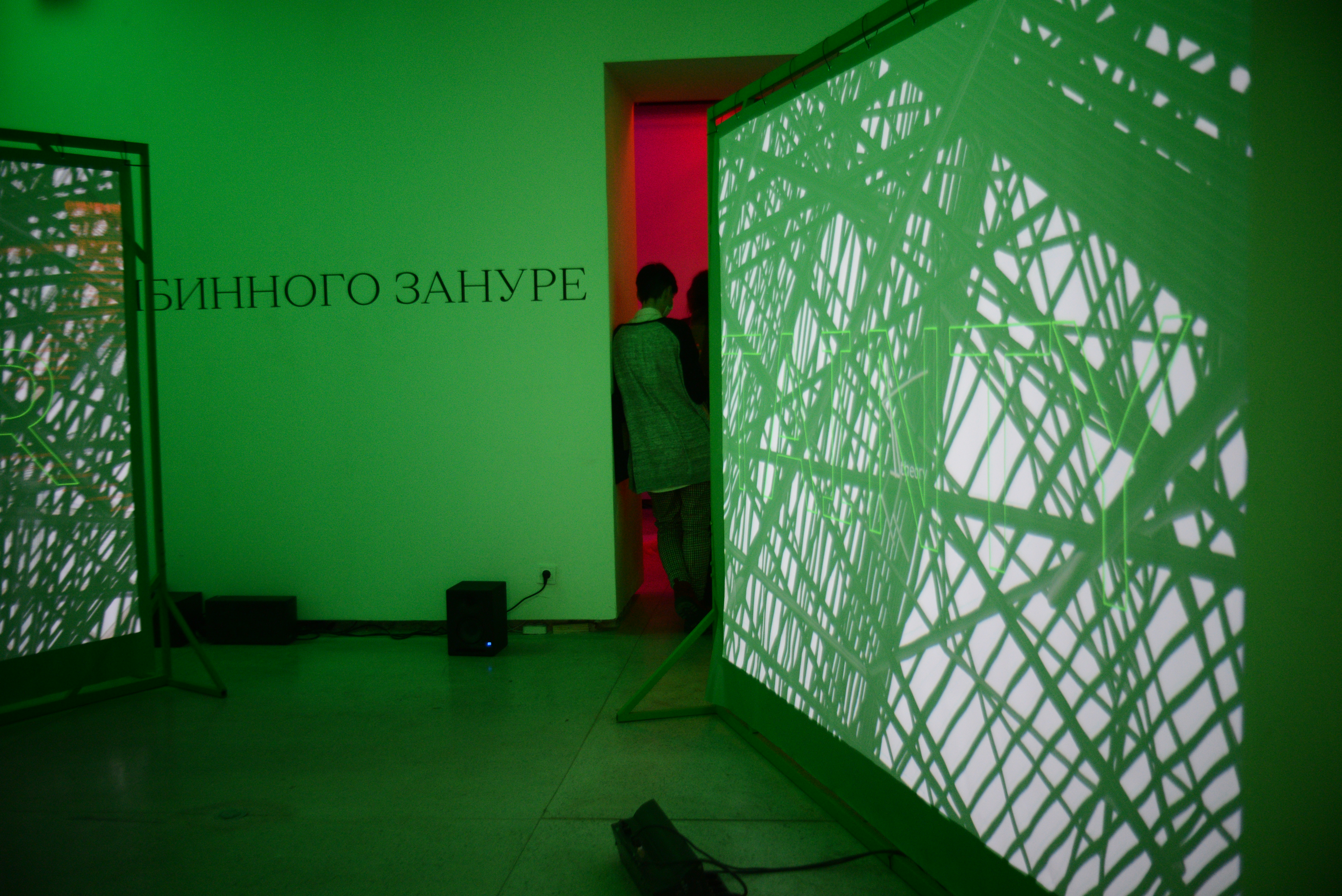
Виставка Івана Світличного
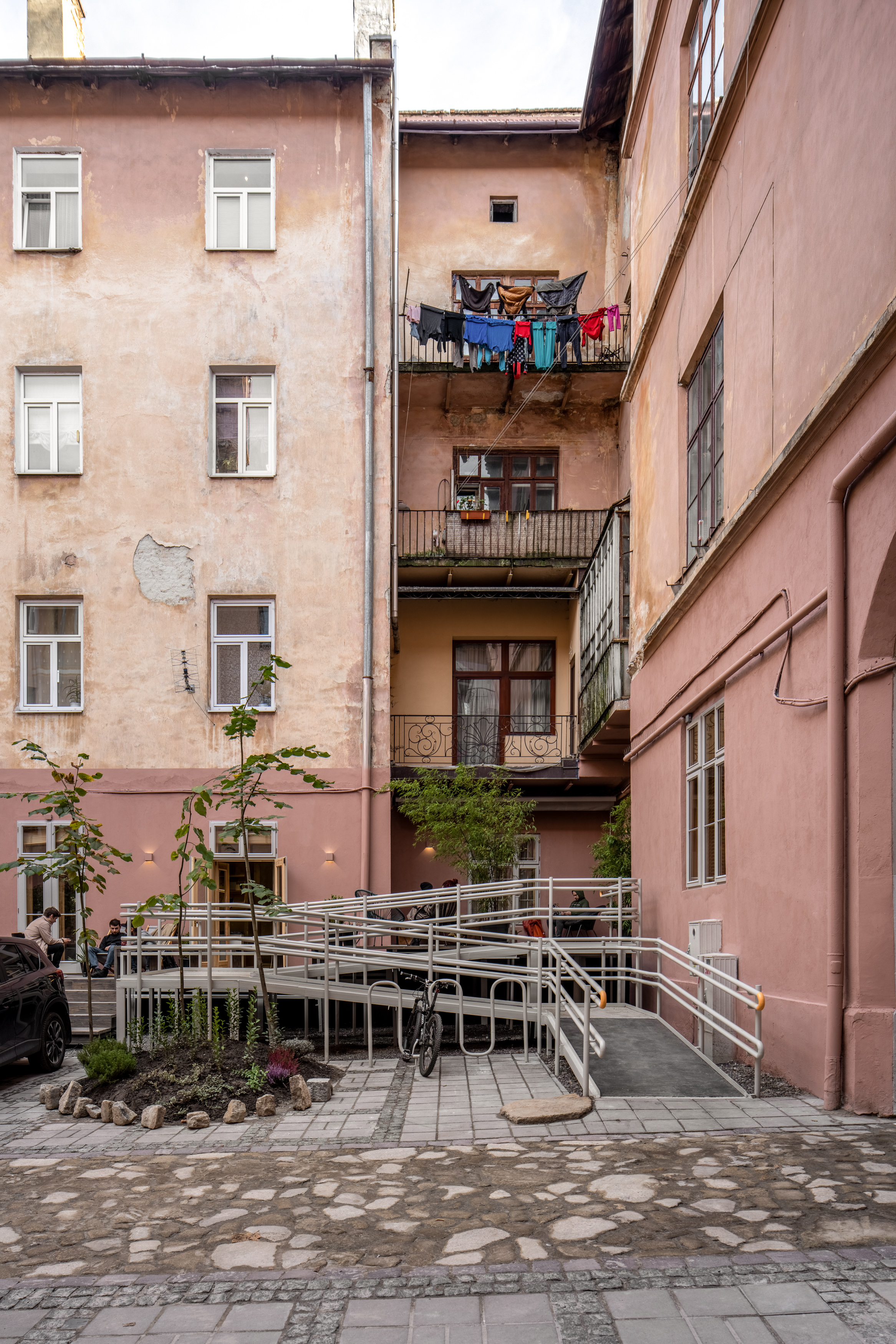
Внутрішній дворик та пандус